# Red IoT
Red del Internet de Cosas (NB-IoT) es una Red de Área Amplia de Baja Potencia  (LPWAN), es un estándar de tecnología de radio desarrollado por 3GPP para habilitar servicios de alta gama para dispositivos móviles. Anteriormente se utilizaba la especificación3GPP Liberación 13 (LTE Avanzado Pro), hasta junio de 2016. Otras Tecnologías 3GPP IoT incluyen eMTC (Tipo de comunicación enlazada al dispositivo) y EC-GSM-IoT.
NB-IoT se enfoca específicamente en la cobertura de espacios cerrados, de bajo costo, batería de larga duración, y densidades de conexión altas. NB-IoT Utiliza una ampliación de la red LTE estándar, pero limita el ancho de banda a una sola banda de 200kHz.  Utiliza la modulación OFDM para comunicaciones de pocas conexiones entre dispositivos y utiliza SC-FDMA para comunicaciones con más conexiones entre dispositivos.
En marzo de 2019, la Asociación Global Proveedores Móviles anunció que más de 100 operadores han desplegado o lanzado alguna red NB-IoT o LTE-M. Este número había aumentado a 142 redes desplegadas en septiembre de 2019.

## Despliegues
Hasta marzo de 2019 la Asociación Global de Provedores móviles había identificado:
- 149 operadores en 69 países que invierten en uno o ambas tecnologías de red NB-IoT y LTE-M.
- 104 de aquellos operadores en 53 países habían desplegado al menos una tecnología NB-IoT o LTE-M, 20 operadores en 19 países habían lanzado ambas redes NB-IoT y LTE-M[13]
- 22 países habían instalado tecnologías NB-IoT y LTE-M.
- 29 países habían desplegado únicamente la red NB-IoT
- Dos países tienen únicamente redes LTE-M
- 141 operadores en 69 países invierten en redes NB-IoT; 90 de aquellos operadores habían desplegado sus redes en 51 países.
- 60 operadores en 35 países invierten en redes LTE-M; 34 de esos operadores habían lanzado sus redes en 24 países

## Dispositivos y módulos
El ecosistema de dispositivos 3GPP-compliant LPWA continúa creciendo. En abril de 2019, GSA identificó 210 dispositivos que soportan cualquier red Car-NB1/NB-2 o Cat-M1 – más del doble del número en su base de datos GAMBoD al final de marzo de 2018. Esta cifra había aumentado un lejano 50% para septiembre de 2019, con un total de 303 dispositivos que soportan cualquier red Cat-M1, Cat-NB1 (NB-IoT) o Cat-NB2. De estos, 230 dispositivos con soporte a la red Cat-NB1 (incluyendo otras variantes) y 198 dispositivos con soporte a la red Cat-M1 (incluyendo otras variantes). La apreciación de dispositivos (cuando de septiembre de 2019) era de 60.4% en módulos, 25.4% rastreadores, y 5.6% en routers, con iniciadores de datos, femtocélulas, electrodomésticos inteligentes, y relojes inteligentes, conectores de USB, y vehículos con dispositivos de tablero (OBUs), haciendo un equilibrio en este campo.
Para integrar NB-IoT a un tablero para fabricantes en desarrollo de IoT, SODAQ, una compañía holandesa en ingeniería de software y hardware de IoT, financió una asociación para NB-IoT's con Kickstarter. Para ello se reunieron con socios de u-blox para poder crear tableros para fabricar módulos integrados de NB-IoT y LTE-M.